# Иван Чакулев
Иван (Йонче) Недев Чакулев е български революционер, преспански войвода на Вътрешната македоно-одринска революционна организация.

## Биография
Иван Чакулев е роден в град Охрид, тогава в Османската империя. През 1904 година се присъединява към ВМОРО и е четник при Геро Ресенски. От 1907 година до обявяването на Младотурската революция през юли 1908 година е самостоятелен войвода в Преспанско.
При обезоръжителната акция на младотурците на 15 август 1910 е подгонен, повторно минава в нелегалност и действа с чета в Преспанско. На 2 септември къщата му в Охрид е опожарена.
Загива на 25 август 1911 година край село Герман в сражение с турски аскер.
Милан Матов пише за него:
| „ | След смъртта на Петър Христов, който бе добродушен, много честен и обичан от всичк, не можа да бъде заместен от никой друг преспанец. За негов заместник изпратихме Йонче Чакулев. Чакулев не бе за тази околия. Юначен, силен, немързелив, подвижен по природа, заобиколен от добри другари, но за тази околия, за тия добродушни честни селян изглеждаше не на место. Още в самото си начало се бе подхлъзнал в любов и парични сделк. И ако не бе настъпил скоро Хуриета, когато се легализира и той, предвидено беше по-рано неговото изгонване от Преспа или неговото убийство. | “ |